# 카사이옥시당탈주

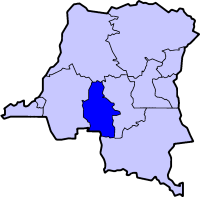
카사이옥시당탈 주의 위치

카사이옥시당탈주(프랑스어: Province du Kasai-Occidental, 서카사이주)는 콩고 민주 공화국 중부에 위치했던 주로 주도는 카낭가이며 면적은 154,742km2, 인구는 3,337,000명(1998년 기준), 인구 밀도는 21.6명/km2이다. 2015년 새 헌법에 따라 2개 주(카사이주, 카사이상트랄주)로 분할되었다. 서쪽으로는 반둔두주, 북쪽으로는 에카퇴르주, 동쪽으로는 카사이오리앙탈주, 남동쪽으로는 카탕가주와 접했으며 남쪽으로는 앙골라와 국경을 접했다.